# Бгікшу

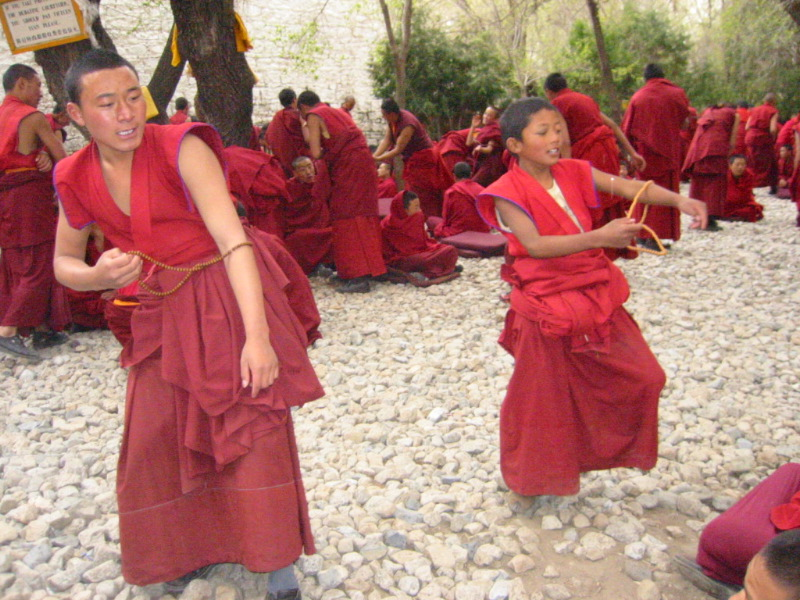
Тибетські монахи під час ритуального диспуту

Бгі́кшу (санскр. भिक्षु; пали: бгіккху; тай. ภิกษุ; тиб. དགེ་ལོང་, — ґелонґ; монг. ґелен) — у буддизмі — найвищий ступінь монашого посвячення. Монахи-бгікшу дотримуються 253 обітниці Вінаї, що ґрунтуються на принципі Особистого звільнення.

## Тлумачення терміна
Термін бгікшу походить від санскр. भिक्ष्, бгікш — «просити милостиню, подаяння»), а отже означає «той, хто живе на подаяння»
266
Не через те він послушник, що вижебрує в інших. Обираючи хибну дгамму, так він не буде послушником.
267
Хто в цьому житті став за межі і добра, і зла, живе життям брагмана, йде по цьому світі з розумінням — його звуть «Послушник».
Розділ про Справедливого, ДГАММАПАДА